# Tetragnatha obtusa
Tetragnatha obtusa là một loài nhện trong họ Tetragnathidae sinh sống ở khu vực Palearctic.
Những con cái có kích cỡ dài từ 5 đến 7 mm, con đực dài 3,5 đến 5,5 mm. Các màu sắc của bụng thường là màu sáng hoặc màu xám đen tối với một mô hình lá.